# Morogoro (região)

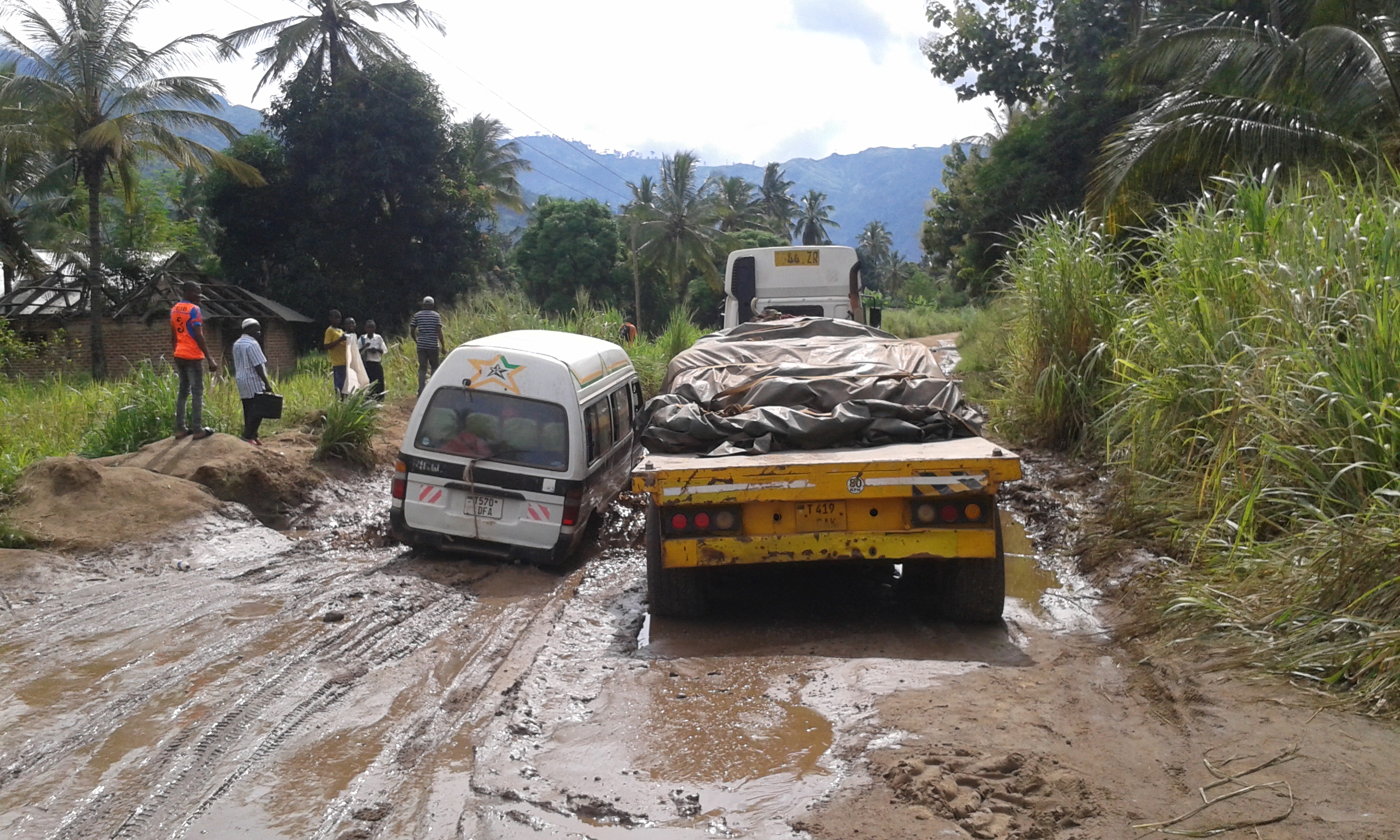
Estação das chuvas.

Morogoro é uma região da Tanzânia. Sua capital é a cidade de Morogoro.

## Distritos
- Mvomero
- Kilosa
- Kilombero
- Ulanga
- Morogoro Urban
- Morogoro Rural